# Đốc Ngữ
Nguyễn Đức Ngữ (? – 1892) là người xã Xuân Phú, huyện Phúc Thọ, tỉnh Sơn Tây (nay là xã Xuân Đình, huyện Phúc Thọ, thành phố Hà Nội). Ông đã có một tuổi thơ gian khó với việc phải chèo đò từ lúc còn nhỏ để giúp đỡ gia đình kiếm sống. Khi Pháp đánh Bắc Kỳ lần thứ nhất (1873), ông có mặt trong đội quân của triều đình Huế đóng ở Sơn Tây. Do chiến đấu dũng cảm, lập được nhiều chiến công, ông được thăng chức Đốc binh, từ đó có tên gọi là Đốc Ngữ.
Khi xảy ra Trận Cầu Giấy năm 1883, ông đã là một trong những người có đóng góp lớn cho trận đánh. Tháng 12 năm 1883, khi Pháp chiếm thành Sơn Tây, ông mang quân của mình đến tham gia chiến đấu dưới quyền Chánh sứ Sơn phòng kiêm Tuần phủ Hưng Hóa Nguyễn Quang Bích và Bố chánh Nguyễn Văn Giáp.
Đến 1890, sau khi Nguyễn Quang Bích mất, Đốc Ngữ đem quân đến vùng Thanh Sơn lập căn cứ riêng, rồi lần lượt mở rộng hoạt động suốt dọc hai bờ sông Hồng và sông Đà. Trong cuộc chiến đấu, Ông còn liên kết với Tống Duy Tân ở Thanh Hóa và Đề Kiều ở Rừng Già (Cẩm Khê, Phú Thọ). Nghĩa quân đã đánh nhiều trận oanh liệt, nhất là Trận Chợ Bờ. Quân Pháp giết ông ngày 7 tháng 8 năm 1892, trong một trận chiến không cân sức.
Tên ông được đặt cho một tuyến phố ở quận Ba Đình và thị xã Sơn Tây, Hà Nội. Ở Đà Nẵng có một con đường mang tên ông tại phường Hòa Cường Bắc quận Hải Châu. Ở Thành phố Hồ Chí Minh có một con đường mang tên ông tại quận 8.